# Remothered: Tormented Fathers
Remothered: Tormented Fathers é um jogo eletrônico do subgênero survival horror com perspectiva em terceira pessoa. Foi desenvolvido pela Darril Arts e pelo estúdio italiano Stormind Games e lançado em 2018 para as plataformas PlayStation 4, Xbox One e Microsoft Windows.
A trama se passa nos anos 1970, na qual o jogador controla uma personagem chamada Rosemary Reed que investiga a mansão do doutor Richard Felton com o objetivo de desvendar sua incurável doença. Possui uma jogabilidade semelhante a jogos do gênero, como Silent Hill 2 e Haunting Ground, onde o jogador explora uma grande mansão, coletando itens, lendo textos e resolvendo quebra-cabeças para ver o desenrolar da história.
É considerado um sucessor espiritual da série de jogos japonesa de survival horror, Clock Tower.
Em abril de 2019 foi anunciado no IVGA(Italian Video Game Awards) uma sequência intitulada Remothered: Broken Porcelain.

## Desenvolvimento
Remothered: Tormented Fathers foi inicialmente planejado como um remake do clássico Clock Tower e com o lançamento planejado para 2011, porém esses planos foram cancelados em 2012. Em 2016 o projeto foi renomeado para o atual título, Remothered: Tormented Fathers, e recebeu uma história totalmente diferente do jogo original Clock Tower.
O jogo passou pelo período de acesso antecipado da plataforma Steam antes de seu lançamento definitivo para PC.

## Recepção
O jogo recebeu análises positivas de sites como metacritic, em seu lançamento e também foi elogiado pelo criador da série Silent Hill.